# Минд
Минд (грч. Μυνδος) је древни град у Карији на полуострву Мале Азије. Налази се на полуострву Бодрум на обали залива Егејског мора северо-западно од Халикарнаса. Тренутно, Минд је турски град Гумуслук у подручју Бодрума у области Мугла.
Основали су га Дорци. Паусанија пише да је Минд био Тризенова колонија и да су га основали потомци Аетије. У 5. веку п. н. е. био је Минд је био у саставу Делског савеза. Херодот помиње бродове Минда у опису опсаде Наксоса 499. п. н. е. У Бици код Егоспотама 405. п. н. е. један трирем из Минда учествовао је на страни Лисандра. Маузол је у 4. веку п. н. е. саградио нови град на северу. Град је био утврђен и имао је луку [5]. Опсадом Халикарнаса 334. п. н. е. становници Минда су успели да одбране напад Александра Великог. Само годину дана касније, 333. п. н. е. Птолемеј и Асандер разбили су персијски сатрап Оронтобата и освојили Минд и Халикарнас .
Током ратова диадоха Птолемеј I Сотер 309–308. п. н. е. освојио је Минд. Он је након тога био под контролом Лизимаха, а након убиства Лизимаха, под контролом Селеука I Никатора и у саставу Селеукидског царства. 190. п. н. е. Антиох III Велики је изгубио Битку код Магнезије, након чега је Карија подељена између краљевства Пергамске краљевине и Родоса.
Помиње се у Старом завету Прве књиге Макавејскеа (15:23). Године 129. п. н. е. Карија је постала провинцију Римског царства.
У земљотресу услед одрона земље, део града се налази на дну луке.
- Сребрењак из Минда, II век п. н. е.
- Кованица из Минда, 150. п. н. е.—100. п. н. е.